# Atul Gawande
Atul Gawande (Brooklyn, 1965) is een Amerikaans arts en schrijver.
Gawande is als chirurg verbonden aan het Brigham and Women's Hospital in Boston, Massachusetts en is tevens verbonden aan het Center for Surgery and Public Health. Hij is professor bij de Harvard School of Public Health en professor in de chirurgie bij de Harvard Medical School, waar hij zelf ook geneeskunde heeft gestudeerd. Als schrijver werkt hij voor de New Yorker sinds 1998 en hij heeft boeken geschreven over geneeskunde en de gezondheidszorg die in meer dan honderd landen zijn uitgegeven.
In 2006 kreeg Gawande een MacArthur-prijs.
Over het boek 'Better' schreef recensent Jeremy Laurance dat het een modern meesterwerk is, en dat het verplichte kost zou moeten zijn voor artsen zowel als patiënten.
Gawande werd in de schijnwerpers geplaatst door een artikel dat hij juni 2009 schreef voor de New Yorker en dat president Obama aanhaalde in de discussie over de gezondheidszorgverzekeringsplannen.
Gawande heeft aanzienlijke bijdragen geleverd aan het oplossen van de complexiteit van de moderne medische wereld. Een van die bijdragen is het invoeren van een checklist: zo is in Nederland het aantal dodelijke slachtoffers als gevolg van te voorkomen chirurgische fouten in vijf jaar tijd (2008-2013) gehalveerd.

## Persoonlijk leven
Gawande groeide op in Brooklyn, New York (NY), en Athens, Ohio als kind van ouders van Indiase afkomst die allebei werkten als dokter.
Atul Gawande is getrouwd met Kathleen Hobson met wie hij drie kinderen heeft. Ze wonen in Newton, Massachusetts. Hij studeerde aan de Stanford Universiteit waar hij in 1987 afstudeerde waarna hij een Rhodesbeurs kreeg waarmee hij studeerde aan Balliol College, Oxford tot 1989. Naast zijn studie aan de Harvard Medical School haalde hij ook een 'Master of Public Health'-graad aan de Harvard School of Public Health. In 1992 nam hij een jaar pauze van zijn studies om president Clinton te adviseren op het gebied van de gezondheidszorg.
Kort na zijn afstuderen in 1995 werd hij benaderd door de hoofdredacteur van Slate. Zijn artikelen op Slate over het werken als arts-in-opleiding leidden tot zijn aanstelling bij de New Yorker.

## Boeken
- Complications: A Surgeon's Notes on an Imperfect Science, 2002, Metropolitan Books (National Book Award finalist). ISBN 978-0312421700
- Better: A Surgeon's Notes on Performance, 2007, Metropolitan Books. ISBN 0805082115
- The Checklist Manifesto: How to get things right, 2009, Metropolitan Books. ISBN 978-0805091748
- Being Mortal: Medicine and What Matters in the End, 2014, Metropolitan Books. ISBN 978-0805095159
- The Best American Science Writing, 2006, Harper Perennial. ISBN 006072644X (21 artikelen, geselecteerd door Atul Gawande)

## Boeken in het Nederlands uitgegeven
- Complicaties: notities van een chirurg, 2002, Arbeiderspers. ISBN 90-295-2244-5
- Beter: een chirurg over presteren, 2007, Arbeiderspers. ISBN 978-9029565394
- Het checklist-manifest: over de juiste manier van werken, 2010, Uitgeverij Nieuwezijds. ISBN 978-90-5712-323-8
- Sterfelijk zijn - geneeskunde en wat er uiteindelijk toe doet, 2015, Uitgeverij Nieuwezijds. ISBN 978-90-5712-438-9